# Kanka
Alexis Langlois (Roan, 1977), més conegut amb el nom artístic de Kanka, és un multiinstrumentista francès que fa música dub i toca la bateria, instruments de percussió, el teclat i el baix elèctric. Va començar la seva carrera el 1997 amb el grup King Riddim, on va compondre la partitura de percussió del seu primer disc l'any 2000. El 2010 va publicar un àlbum de música dubstep, Inside, amb el pseudònim Alek⁶.

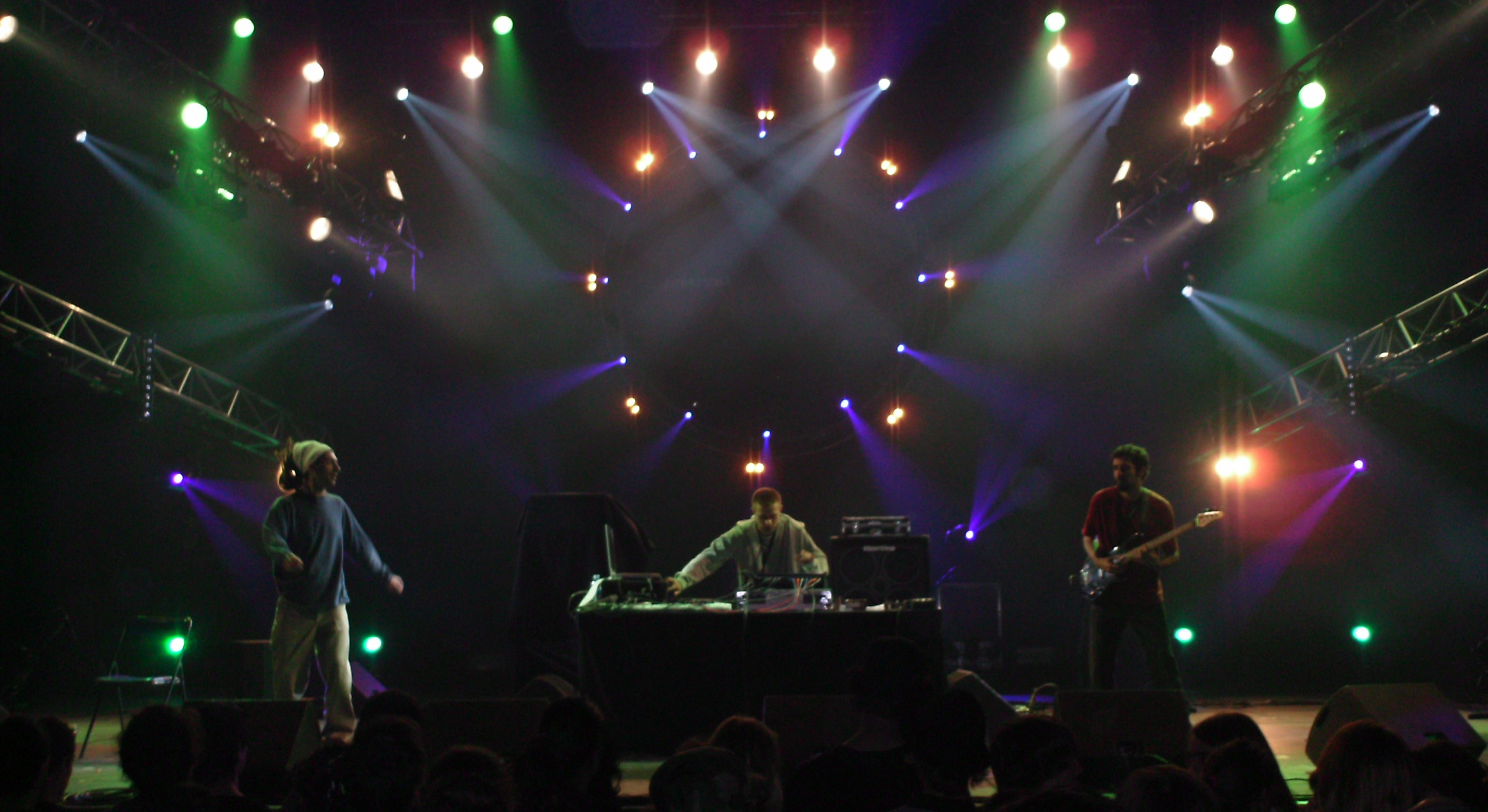
Mc Olivia, Kanka i Chris B en directe a Grenoble el 2007

En els concerts, Kanka utilitza un ordinador portàtil que conté tot el seu treball de sampleig, que transmet a un mesclador d'àudio on aplica els diversos efectes de so. També es fa acompanyar de Mc Oliva i Chris B, el primer fa la veu i algunes parts de percussió, i el segon toca i reelabora les línies de baix en directe.

## Discografia
- Every Night's Dub (autoproduït, 2003)
- Don't Stop Dub (Hammerbass, 2005)
- Alert (Hammerbass, 2006)[2]
- Sub.Mersion (Hammerbass, 2009)
- Dub communication (Hammerbass, 2011)
- Watch Your Step (Dubalistik, 2014)[3]
- Abracadabra "Chapter 1" (Original Dub Gathering, 2015)
- Cool It (Original Dub Gathering, 2016)
- Interaction (Original Dub Gathering, 2018)
- Abracadabra "Chapter 2" (Original Dub Gathering, 2020)
- My Bubble (Original Dub Gathering, 2021)

### Amb King Riddim
- La jungle (2000)
- Positif?! (2007)